# Micronia albidiorata
Micronia albidiorata är en fjärilsart som beskrevs av Paul Mabille 1893. Micronia albidiorata ingår i släktet Micronia och familjen Uraniidae. Inga underarter finns listade i Catalogue of Life.